# 柴灣角天主教小學
柴灣角天主教小學（英語：Chai Wan Kok Catholic Primary School）是一所位於香港新界荃灣區荃景圍的全日制天主教津貼小學，於1980年成立，前身為牛頭角瑪利諾會庇護十二學校，後來遷往荃灣荃景圍現址，2009年，柴灣角天主教小學上午校遷往深井碧堤半島附近的校舍，並命名為深井天主教小學，而柴灣角天主教小學下午校繼續在原址辦學。學校位處香港教育局第62校網，由天主教香港教區開辦，校訓為「勇、智、仁」。

## 前身
柴灣角天主教小學前身為位處牛頭角龍山復華村平房區的庇護十二學校。復華村平房區於1978年開始被清拆（香港政府清拆復華村後在原址建成樂華邨）。庇護十二學校亦於1979年被清拆，部份教職員轉往瑪利諾會其他學校，而校監兼校長顯主會修女戴振容修女帶同少數庇護十二老師到青衣郭怡雅神父紀念學校，而盧世恪主任和陳兆鎕主任則和劉玉亭神父申請開辦柴灣角天主教小學。1979至1980年新校舍還未落成前曾借用祖堯天主教小學校舍上課。1980年柴灣角校舍落成，約20位前庇護十二學校老師歸隊在柴灣角開展新一頁，盧世恪和陳兆鎕分別出任柴灣角上午及下午校校長。2009年柴灣角上午校在鐘名輝校長領導下又遷至深井並改名為深井天主教小學。柴灣角天主教小學下午校則留於原址繼續辦學同時實施全日制。因這段淵源深井天主教小學和柴灣角天主教小學歷史均可追溯至瑪利諾會。

## 校政管理

### 歷任校監
- 劉玉亭神父
- 王保誠神父
- 羅國輝神父[5]
- 宋雲龍執事
- 潘樹照先生
- 麥景鴻神父
- 梁綺媚女士（現任柴灣角天主教小學校監）

### 歷任上午校校長
- 盧世恪先生（盧世恪先生原為庇護十二學校主任，庇護被清拆時與陳兆鎕先生向劉玉亭神父申請開辦該校並帶領庇護十二學校老師一同創立柴灣角天主教小學）
- 鐘名揮先生（鐘校長於2009年與學校一同遷往深井並出任深井天主教小學創校校長）[5]

### 歷任下午校校長
- 陳兆鎕先生（陳兆鎕先生原為庇護十二學校主任，庇護清拆時與盧世恪先生向劉玉亭神父申請開辦該校並帶領庇護十二學校老師一同創立柴灣角天主教小學）
- 廖翔顯先生[6]
- 梁淑儀女士[7]
- 陳慧珍女士
- 何凱瑤女士（2009年柴灣角天主教小學下午校成為全日制校長）

### 歷任全日制校長
- 2009年至2017年：何凱瑤女士
- 2017年至2024年：周凱恩女士
- 2024年至現在：吳靜霞女士

## 校舍
- 佔地面積：約4100平方米[8]
- 課室數目：24間

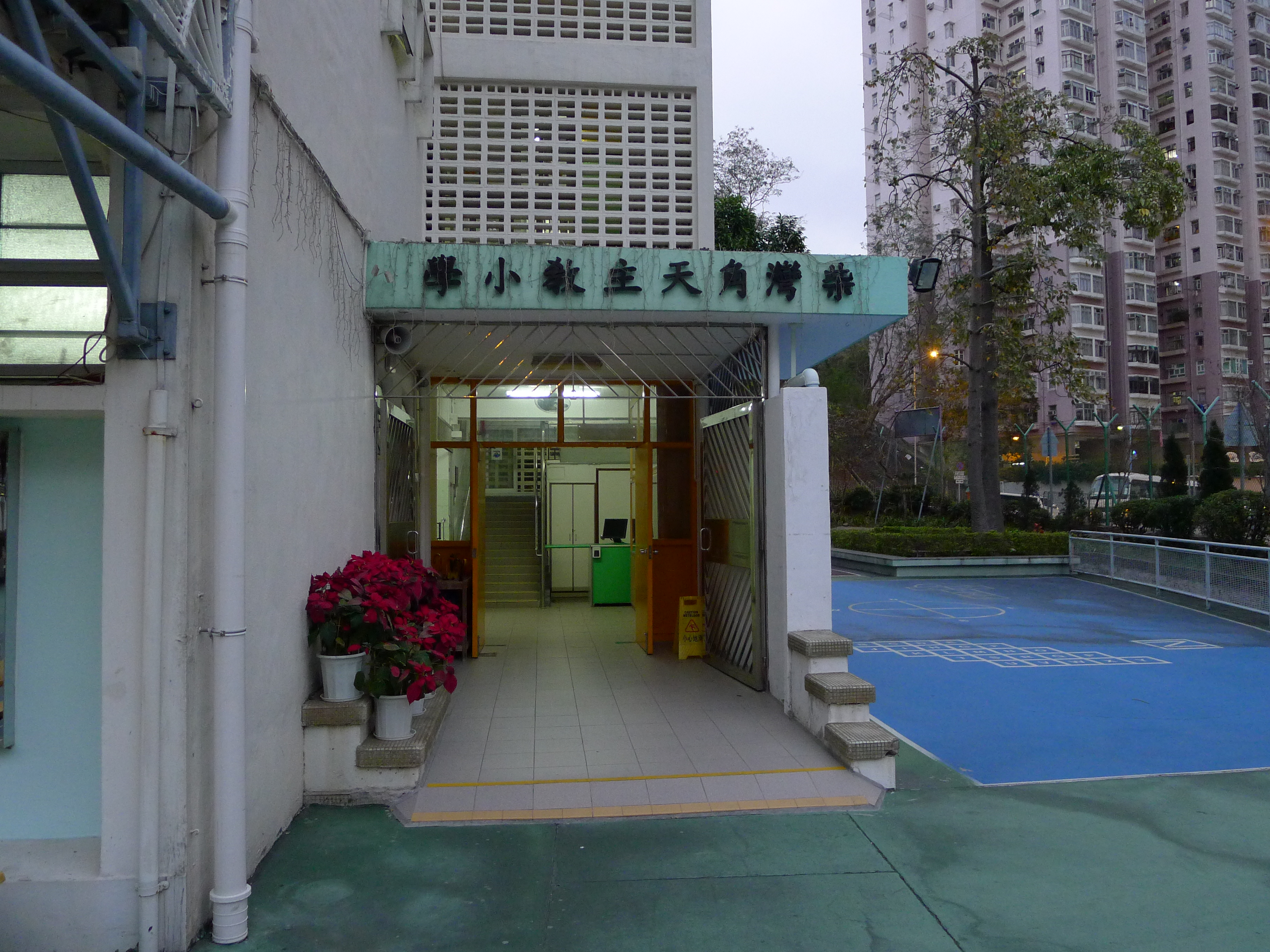
柴灣角天主教小學入口

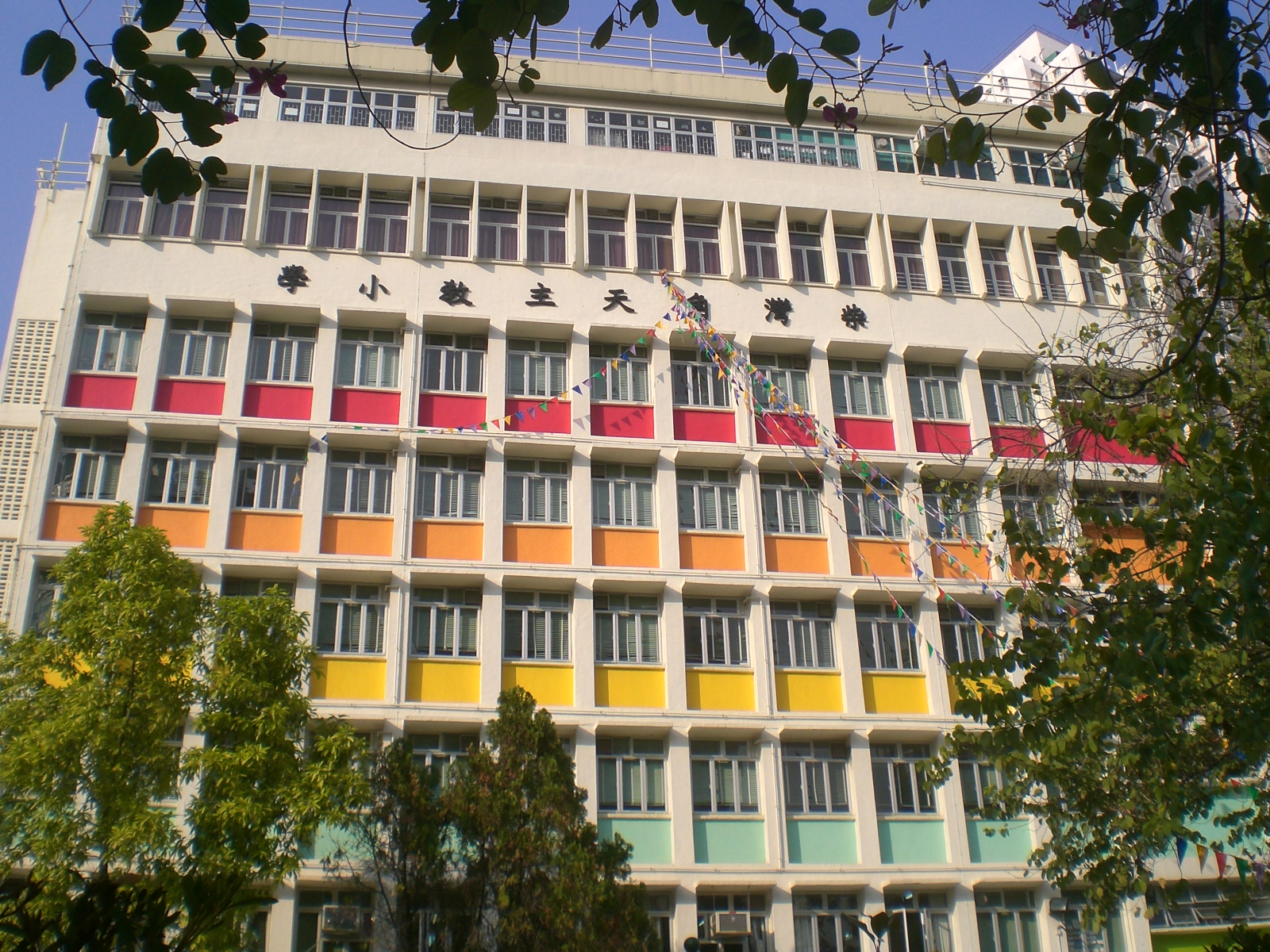
翻油前的柴灣角天主教小學

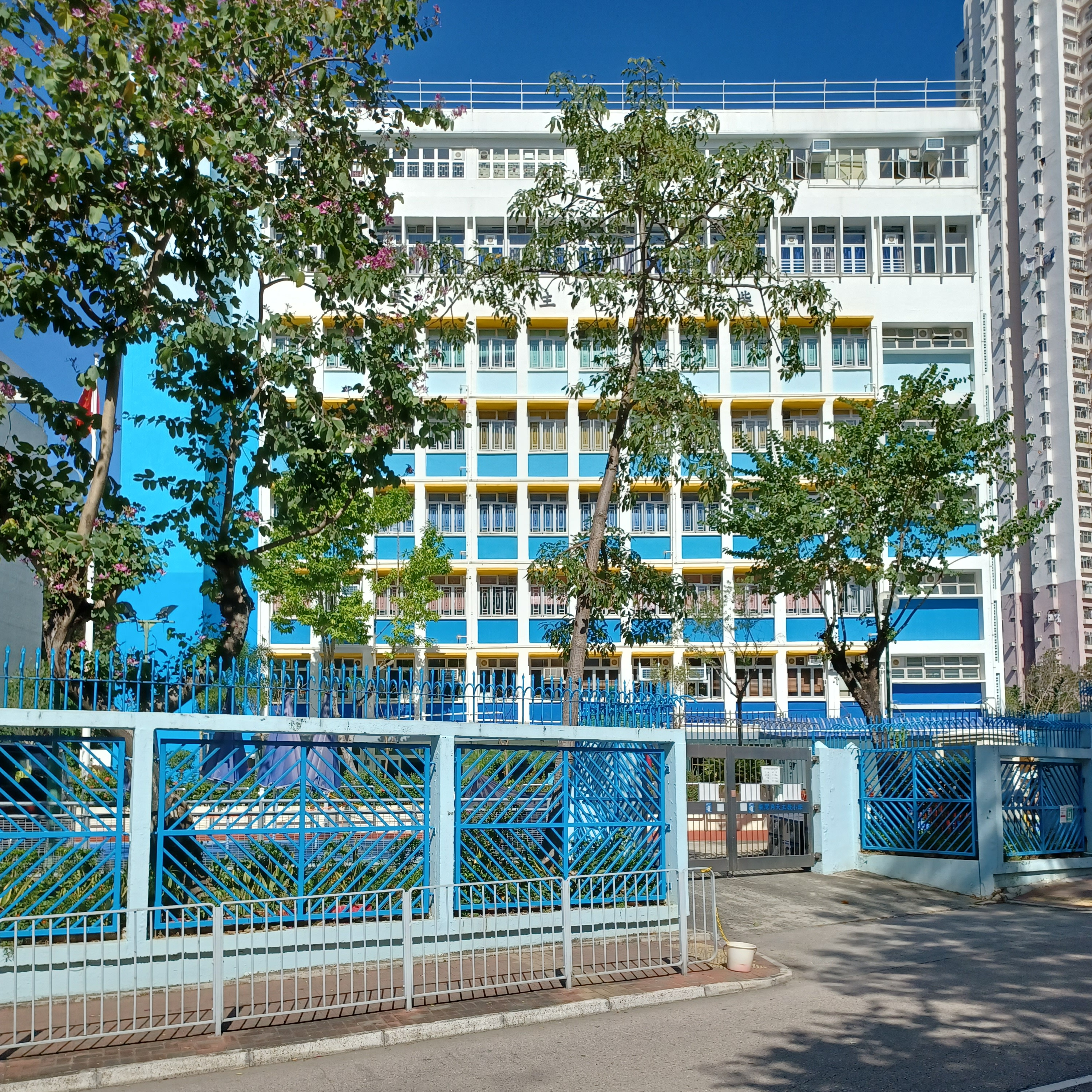
翻油後的柴灣角天主教小學校舍（2022年12月）

- 校園設備：操場(2)、禮堂、圖書館、音樂室、電腦室、多媒體學習室、科學探知室、創藝天地、環保室、加強輔導室、家長資源室、會議室。[8]

## 著名/傑出校友
- 譚竣浩：香港童星
- 陸浩明：香港男藝人（1991年畢業）[9]
- 蔣家旻：香港女藝人（2001年上午校畢業）[10]
- 龔嘉欣：香港女藝人（2001年下午校畢業）
- 孔德賢：香港男藝人（2009年下午校畢業）[11]
- 林琳：香港立法會選舉委員會界別議員[12]（1994年下午校）
- 麥天樞：香港電影編劇、第53屆金馬獎「最佳原著劇本獎」及第36屆香港電影金像獎「最佳編劇」得主（1995年小六）[13]

## 外部連結
- 柴灣角天主教小學 （页面存档备份，存于）